# Optowa

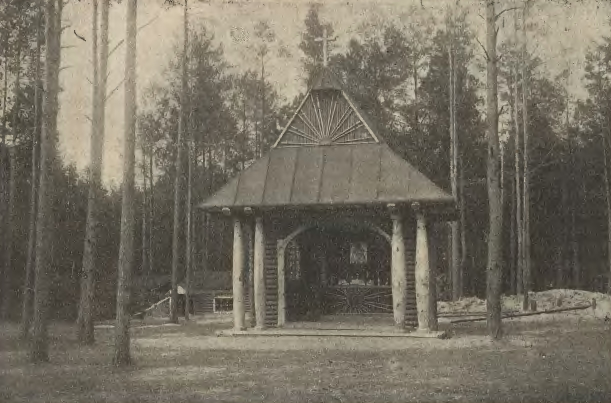
Kaplica 4 pułku piechoty pod Optową

Optowa (ukr. Оптова) – była kolonia i majątek (folwark) w gminie Bielska Wola powiatu sarneńskiego województwa wołyńskiego II Rzeczypospolitej. Poczta właściwa dla Optowej znajdowała się w Maniewiczach. Optowa przynależała do Parafii Przemienienia Pańskiego w Maniewiczach.
W XIX w. chutor w gminie Bielska Wola powiatu łuckiego guberni wołyńskiej (90 mieszkańców w 14 domach).
9 grudnia 1915 roku 4 pułk piechoty Legionów Polskich zajął pozycje pod Optową i przystąpił do ich rozbudowy. Placówki, a za nimi okopy I linii biegły na zachód i południowy zachód od Optowej. Przez przeszło sześć miesięcy pułk prowadził walki pozycyjne i potyczki patroli. Czas wolny od służby na ubezpieczeniach i pracy nad ciągłym ulepszeniem technicznym odcinka wykorzystano na podniesienie poziomu wyszkolenia żołnierzy oraz pracę kulturalno-światową. Między innymi powołano szkoły (podoficerską, rekrucką, zwiadowców i sanitarną) oraz biblioteki batalionowe i kompanijne, a także chór pułkowy. 29 maja 1916 roku pod Optową po raz pierwszy uroczyście obchodzono rocznicę powstania pułku.
Odcinek zajmowany przez 4 pp i III batalion 6 pułku piechoty stał się polem bitwy pod Kostiuchnówką, stoczonej w dniach 4–6 lipca 1916 przez Legiony Polskie z rosyjskim 46 Korpusem Armijnym. Odcinek broniony przez 4 pp i III/6 pp atakowały cztery pułki rosyjskiej 100 Dywizji Piechoty.
Latem 1943 roku większość mieszkańców Optowej schroniła się w lasach korzystając z ochrony oddziału partyzanckiego Józefa Sobiesiaka. Osada całkowicie spalona przez oddziały UPA, jedna sześcioosobowa rodzina została zamordowana (ocalało ciężko ranne dziecko).